# Raphael
Raphael是日本視覺系樂隊，1997年成立，由主唱Yuki、貝斯手Yukito、鼓手Hiro、和吉他手華月四人組成。
2000年10月31日團長華月因壓力過大誤服過量鎮定劑去世，Raphael最終於2001年宣佈活動休止。
其後貝斯手Yukito便在名為「BLACK LOVE」的樂團開始個人發展，而Yuki與Hiro在Raphael活動休止前已經企劃結成的樂團Rice在Raphael活動休止後便也以「為了華月而唱」的名義發展至今。
2012年4月7日，Raphael宣布復活，並於10月31日及11月1日舉行兩場復活演出。
時隔3年半，Raphael在2016年再度展開活動，於4月7日亦即已故結他手華月的生忌舉行了紀念公演「蒼の邂逅」，並於5月23日至7月24日期間展開全國巡演「癒し小屋」。同年10月31日至11月1日，Raphael舉行了最後的兩場公演「悠久の檜舞台」，並於11月1日正式解散。

## 成員
Yuki（主唱）
本名：櫻井 有紀
生日：1981年7月11日
出生地︰神奈川縣
華月（吉他手、團長）
本名：渡邊 和樹
生日：1981年4月7日
出生地：東京都
Yukito（貝斯手）
本名：本田 之人
生日：1981年5月23日
Hiro（鼓手）
本名：村田 一弘
生日：1981年11月17日
出生地：神奈川縣

## 專輯

### 1998年
- 4月7日發行首張自主盤Album《Lilac》
- 8月1日發行自主盤Video《Lilac-Vision Of Extremes》
- 11月1日發行自主盤Single 《White Love Story》

### 1999年
- 2月20日發行自主盤Single 《Sick ~ xxx 患者的病例卡》
- 4月29日同日發售兩張自主盤Single《比夢更美好》和《Sweet Romance》
- 7月23日發行首張正式Single《只要有花開的生命》
- 10月1日發行第二張單曲《Eternal wish~無法傳達的妳》
- 11月20日發行第三張單曲《Promise》
- 12月1日發行首張正式Album《Mind soap》

### 2000年
- 2月2日發行第四張Single《Lost graduation》
- 3月23日發行Mini Album《卒業》
- 5月24日發行Video《Pictorial Poem》
- 8月23日發行第五張Single《Evergreen》、《Raphael Special Live graduation~2000.3.4日本武道館~》
- 11月1日 發行第六張Single《秋風的狂詩曲》

## 外部連結
- raphael官網(2012年復活後架設)（页面存档备份，存于）
- raphael官網(舊)（页面存档备份，存于）
- rice官網
- 2007年4月1日新開放的rice官網（页面存档备份，存于）